# Sati Kazanova
Sataney Setgalievna Kazanova (en ruso: Сатаней Сетгалиевна Казанова; Kabardino-Balkaria, 2 de octubre de 1982), más conocida como Sati Kazanova (Сати Казанова), es una cantante, modelo, actriz y personalidad de televisión rusa.
Hasta mayo de 2010, fue una de los tres vocalistas del grupo de pop ruso Fabrika (Фабрика). En 2002 participó en la primera sesión de espectáculo ruso Star Factory como miembro de Fabrika, donde finalizaron en el segundo lugar.
Ganó el premio Astro a la mejor solista cantante más elegante en 2006. El 5 de octubre de 2009, fue galardonada con el título de artista de honor de la República de Adigueya por su presidente Aslan Tkhakushinov.

## Vida personal
Estudió en la Escuela Estatal de Música Gnessin, y actualmente vive en Moscú. Se rumoreó en 2006 que se casaría, porque su hermana también quería casarse y, de acuerdo con las tradiciones familiares, la hermana mayor debe casarse antes que la menor; pero en una entrevista, Sati dijo que los rumores no eran ciertos y que no tenía prisa en casarse.
Sati se crio como musulmana, pero se convirtió al hinduismo. Ahora es vegetariana y practica yoga. El 8 de octubre de 2017 se casó con el fotógrafo italiano Stefano Tiozzo en Vladikavkaz.